# Tupigny
Tupigny è un comune francese di 328 abitanti situato nel dipartimento dell'Aisne della regione dell'Alta Francia.

## Storia

### Simboli
Il comune ha ripreso il blasone degli antichi signori del luogo.

### Onorificenze
- Croix de guerre 1914-1918

## Società

### Evoluzione demografica
Abitanti censiti